# Ellen Dorrit Petersen
Ellen Dorrit Petersen, född 4 december 1975, är en norsk skådespelare.
Ellen Dorrit Petersen har vunnit Amandaprisen för bästa kvinnliga skådespelare vid två tillfällen. År 2009 för rollen som Vera Våge i filmen Iskyss och 2014 för huvudrollen i filmen Blind. 2024 gjorde hon en av huvudrollerna i Halfdan Ullman Tøndels film Armand.

## Filmografi (i urval)
- 2008 – De osynliga
- 2009 – Iskyss
- 2010 – Pax
- 2014 – Blind
- 2021 – De oskyldiga
- 2021 – Askungens tre önskningar
- 2024 – Armand